# Tịnh Biên (thị xã)
Tịnh Biên là một thị xã miền núi biên giới thuộc tỉnh An Giang, Việt Nam.

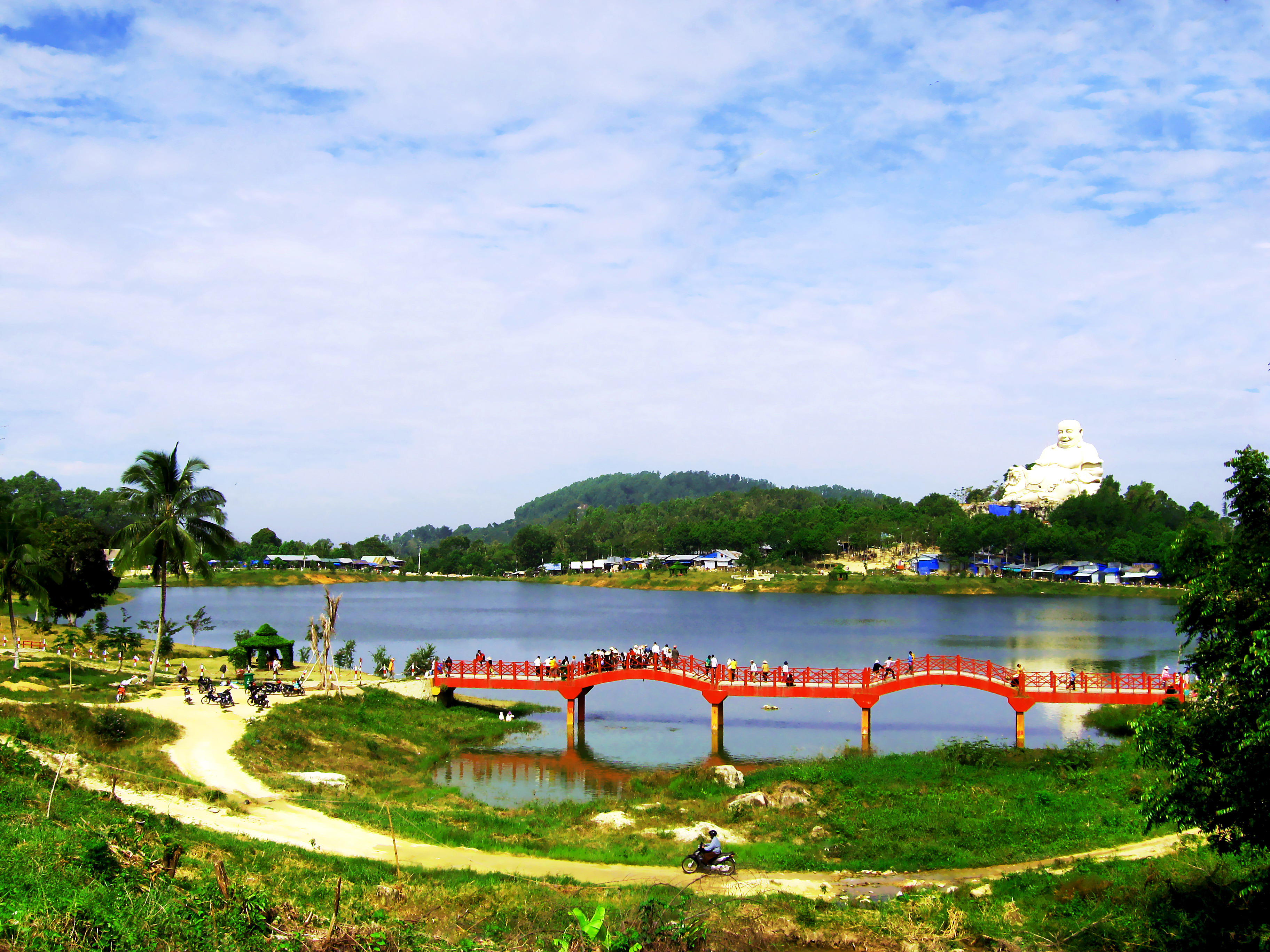
Trên đỉnh núi Cấm thuộc xã An Hảo

## Địa lý

### Vị trí địa lý
Thị xã Tịnh Biên nằm ở phía tây bắc của tỉnh An Giang, nằm cách thành phố Long Xuyên khoảng 78 km, cách thành phố Châu Đốc khoảng 24 km, cách trung tâm Thành phố Hồ Chí Minh khoảng 263 km, cách trung tâm thành phố Cần Thơ khoảng 139 km và cách thủ đô Phnôm Pênh (Campuchia) khoảng 125 km. Thị xã Tịnh Biên có vị trí địa lý:
- Phía đông giáp thành phố Châu Đốc và huyện Châu Phú
- Phía tây và phía nam giáp huyện Tri Tôn
- Phía bắc và tây bắc giáp Vương quốc Campuchia với đường biên giới dài khoảng 20 km.

Thị xã có diện tích tự nhiên 354,59 km², chiếm 10,03% so với tổng diện tích toàn tỉnh với dân số năm 2022 là 143.098 người. Thị xã Tịnh Biên có dân số người Khmer tương đối lớn, tập trung nhiều ở những xã An Cư, An Hảo, Tân Lợi, Văn Giáo, Vĩnh Trung...

### Điều kiện tự nhiên
Thị xã Tịnh Biên có đường biên giới chung với Vương quốc Campuchia dài gần 20 km, nên có lợi thế và tiềm năng rất lớn để phát triển kinh tế cửa khẩu, du lịch thông qua cửa khẩu Quốc tế Tịnh Biên và tuyến quốc lộ 91, quốc lộ N1 chạy ngang địa bàn. Đây là cầu nối giao thương quan trọng nối thị xã Tịnh Biên nói riêng và tỉnh An Giang nói chung với các tỉnh vùng đồng bằng sông Cửu Long và các nước trong khu vực Đông Nam Á. 

#### Địa hình
Với đặc điểm địa hình bán sơn địa khá phức tạp, vừa có đồi núi vừa có đồng bằng, mang sắc thái đặc biệt. Phân theo hình thái, địa hình của thị xã Tịnh Biên có 3 dạng sau:
- Địa hình đồng bằng phù sa: Vùng này có tổng diện tích khoảng 20.260 ha chiếm tỷ lệ 57% diện tích, phân bố khu vực phía Đông tỉnh lộ 948 và phía Bắc kênh Vĩnh Tế. Địa hình mang nét đặc trưng chung của vùng đồng bằng Tây Nam Bộ với cao trình từ 4 m trở xuống (trung bình từ 2 – 3 m), nền thổ nhưỡng phù sa sông được bồi đắp từ sông Hậu. Vùng này thuận lợi trồng lúa, nuôi trồng thủy sản và rừng ngập nước (trồng tràm).
- Địa hình đồi núi thấp: Vùng này có tổng diện tích khoảng 6.330 ha, chiếm 17,81% diện tích tự nhiên của toàn thị xã, phân bố ở các phường, xã: An Phú, Nhơn Hưng, Thới Sơn, Nhà Bàng, An Cư, An Hảo, Tân Lợi, Núi Voi. Độ cao địa hình >+30 m so với mực nước biển, trong đó, ngọn núi cao nhất là núi Cấm với đỉnh cao khoảng 710 m. Các ngọn núi khác phân bố rãi rác giống như dạng đồi độc lập với độ cao trung bình khoảng 100 m. Thành phần của các ngọn núi này chủ yếu là đá có lẫn cát. Vùng này có tiềm năng khoáng sản, vật liệu xây dựng, phù hợp cho việc phát triển du lịch sinh thái, nghỉ dưỡng với nhiều đồi núi, danh thắng đẹp.
- Địa hình đồng bằng nghiêng ven chân núi: Tổng diện tích vùng này khoảng 8.953 ha, chiếm khoảng 25,19% diện tích tự nhiên, phân bố ở các phường, xã: Văn Giáo, Vĩnh Trung, An Cư, Chi Lăng. Được hình thành từ quá trình rửa trôi đất cát trên núi, có cao trình từ 5 – 30 m so với mực nước biển và nghiêng dần ra xung quanh (từ vài trăm mét đến vài cây số). Trừ một số nơi ven chân núi có dạng đồi lượn sóng, độ dốc bình quân từ 30 - 80, còn phần lớn đã được san bằng để canh tác lúa nương. Vùng này có khả năng trồng cây ăn trái, trồng lúa đặc sản và phát triển trang trại chăn nuôi đàn gia súc.

#### Khí hậu
Thị xã Tịnh Biên nằm trong vùng có đặc trưng khí hậu nhiệt đới gió mùa với hai mùa rõ rệt: mùa mưa và mùa khô, có nền nhiệt cao và ổn định, lượng mưa nhiều và phân bổ theo mùa.
Nhiệt độ trung bình hàng năm khá cao và ổn định khoảng 27,5 °C. Biên độ nhiệt giữa các tháng nóng nhất và lạnh nhất từ 2 – 30C. Nhìn chung không có sự khác biệt lớn so với những nơi khác trong tỉnh và khu vực đồng bằng sông Cửu Long. Đây là một điều kiện khá thuận lợi để thị xã phát triển nông nghiệp. Nhiệt độ trung bình cao nhất trong năm (khoảng tháng 4) là 28,3 °C. Nhiệt độ trung bình thấp nhất trong năm (khoảng tháng 1) là 25,5 °C.
Tổng số ngày mưa nhiều trung bình trong năm khoảng 128 ngày với lượng mưa bình quân 1.478 mm nhưng phân bố không đều, chia thành hai mùa rõ rệt: mùa mưa và mùa khô Mùa mưa bắt đầu từ tháng 5 đến tháng 11 với lượng mưa chiếm khoảng 90% so với tổng lượng mưa của năm. Các tháng có lượng mưa cao nhất là tháng 7 – 8 – 9 (lượng mưa chiếm hơn 1/3 tổng lượng mưa cả năm). Mùa mưa thường trùng với mùa nước nổi hàng năm nên khu vực đồng bằng của thị xã thường bị ngập lụt. Mùa khô bắt đầu từ tháng 12 và kéo dài đến tháng 4 năm sau với lượng mưa chiếm khoảng 10% so với tổng lượng mưa của năm. Các tháng có lượng mưa thấp nhất là tháng 1 – 2 – 3 với lượng mưa chiếm khoảng 1% (hầu như không có mưa). Đây là đặc điểm điển hình cho tính khô hạn của vùng đồng bằng sông Cửu Long.
Chế độ thủy văn của thị xã Tịnh Biên chịu ảnh hưởng chủ yếu từ chế độ bán nhật triều của sông Hậu. Nguồn nước mặt được đưa từ sông Hậu vào địa bàn thị xã thông qua các tuyến kênh Cấp I chạy ngang địa bàn như kênh Vĩnh Tế, kênh Trà Sư, … và phân phối lại cho các tuyến kênh cấp II, cấp III, kênh mương nội đồng, phục nhu cầu sinh hoạt và sản xuất của nhân dân ở các xã thuộc khu vực đồng bằng.
Hàng năm vào mùa mưa, lượng nước từ trên núi chảy xuống, kết hợp với lượng nước từ thượng nguồn sông Mê Kông đổ về gây ngập tràn phần lớn diện tích đồng bằng của thị xã từ tháng 8 đến tháng 10, ảnh hưởng đến đời sống sinh hoạt và sản xuất của nhân dân. Tuy nhiên, mùa nước nổi cũng có mặt tích cực, mùa nước đã mang lại nguồn phù sa và vệ sinh đồng ruộng, cải thiện chất lượng đất, mang lại nguồn lợi thủy sản và tạo công ăn việc làm cho một bộ phận nông dân trong mùa nước nổi.

### Tài nguyên thiên nhiên
- Tài nguyên đất

Trên địa bàn thị xã có nhiều loại đất, chủ yếu gồm đất cát núi và đất phù sa.
- Tài nguyên sinh vật

Trên địa bàn thị xã có rừng tràm Trà Sư (thuộc địa bàn xã Văn Giáo) với nhiều loài động vật và thực vật phong phú.

## Hành chính
Thị xã Tịnh Biên có 14 đơn vị hành chính cấp xã trực thuộc, bao gồm 7 phường: An Phú, Chi Lăng, Nhà Bàng, Nhơn Hưng, Núi Voi, Thới Sơn, Tịnh Biên và 7 xã: An Cư, An Hảo, An Nông, Tân Lập, Tân Lợi, Văn Giáo, Vĩnh Trung - được chia thành 60 khóm, ấp.
| P. Nhơn Hưng P. Tịnh Biên P. An Phú P. Nhà Bàng P. Thới Sơn P. Chi Lăng P. Núi Voi X. An Nông X. An Cư X. Văn Giáo X. Vĩnh Trung X. Tân Lợi X. An Hảo X. Tân Lập TP. Châu Đốc H. Châu Phú H. Châu Thành H. Tri Tôn Takéo (Cambodia) Bản đồ hành chính thị xã Tịnh Biên, tỉnh An Giang |

| Đơn vị hành chính cấp xã                                                                     | Phường An Phú | Phường Chi Lăng | Phường Nhà Bàng | Phường Nhơn Hưng | Phường Núi Voi | Phường Thới Sơn | Phường Tịnh Biên | Xã An Cư | Xã An Hảo | Xã An Nông | Xã Tân Lập | Xã Tân Lợi | Xã Văn Giáo | Xã Vĩnh Trung |
| -------------------------------------------------------------------------------------------- | ------------- | --------------- | --------------- | ---------------- | -------------- | --------------- | ---------------- | -------- | --------- | ---------- | ---------- | ---------- | ----------- | ------------- |
| Diện tích (km²)                                                                              | 21,56         | 6,71            | 6,09            | 19,12            | 15,20          | 24,15           | 21,78            | 42,24    | 53,43     | 32,48      | 30,84      | 29,35      | 27,13       | 24,84         |
| Dân số (người)                                                                               | 9.688         | 10.545          | 24.245          | 6.992            | 5.341          | 7.337           | 16.971           | 8.710    | 11.733    | 3.634      | 4.890      | 7.672      | 6.259       | 7.633         |
| Mật độ dân số (người/km²)                                                                    | 449           | 1.572           | 3.981           | 366              | 351            | 304             | 779              | 206      | 220       | 112        | 159        | 261        | 231         | 307           |
| Số đơn vị hành chính                                                                         | 4 khóm        | 3 khóm          | 5 khóm          | 3 khóm           | 3 khóm         | 4 khóm          | 5 khóm           | 6 ấp     | 8 ấp      | 3 ấp       | 3 ấp       | 4 ấp       | 4 ấp        | 5 ấp          |
| Nguồn: Kết quả điều tra dân số và nhà ở tỉnh An Giang 1/4/2019 Nghị quyết số 721/NQ-UBTVQH15 |               |                 |                 |                  |                |                 |                  |          |           |            |            |            |             |               |

## Lịch sử
Tháng 4 năm 1824, Nặc Ông Chân (Ang Chan II), hiến tặng nhà Nguyễn thông qua Thoại Ngọc hầu 3 vùng Chân Sum, Mật Luật và Lợi Kha Bát. Nhà Nguyễn chỉ lấy 2 đất Chân Sum và Mật Luật. Chân Sum sau được phân vào hai huyện Hà Âm và Hà Dương  thuộc phủ Tĩnh Biên (Tịnh Biên), trấn Hà Tiên. Địa danh Tịnh Biên xuất hiện kể từ đó và cũng đã được thành lập.
Năm 1832, Vua Minh Mạng chia ngũ trấn thành lục tỉnh, phủ Tĩnh Biên thuộc tỉnh Hà Tiên.
Năm Thiệu Trị thứ 2 (1842), Thiệu Trị trích phủ Tĩnh Biên cùng huyện Hà Dương của tỉnh Hà Tiên sáp nhập vào tỉnh An Giang.
Năm 1844, trích thêm huyện Hà Âm của tỉnh Hà Tiên nhập vào phủ Tĩnh Biên, lúc này phủ Tĩnh Biên gồm các huyện Hà Âm, Hà Dương.
Năm Tự Đức thứ 3 (1850), phủ Tĩnh Biên bị giải thể, cho nhập 2 huyện Hà Âm và Hà Dương vào phủ Tuy Biên. Vào thời vua Tự Đức, tỉnh An Giang gồm có 3 phủ với 10 huyện, trong đó có hai huyện Hà Dương và Hà Âm thuộc phủ Tuy Biên.
- Huyện Hà Âm nằm bên trái (tả, tức bờ phía tây bắc) sông Vĩnh Tế. trước là đất huyện Châu Thành nước Cao Miên, gồm 2 tổng (có thể là 2 tổng với tên là Thành Tín và Quy Đức), sau này được tổ chức lại thành 2 tổng nằm ngay bên bờ kênh Vĩnh Tế của tỉnh Châu Đốc năm 1901) với 40 làng xã.
- Huyện Hà Dương nằm ở khu vực bên phải (hữu, tức phía nam) kênh Vĩnh Tế. nguyên là đất huyện Chân Thành nước Cao Miên, gồm 4 tổng (Thành Tâm, Thành Ý, Thành Lễ, Thành Nghĩa) với 40 làng xã.

Năm 1868, thực dân Pháp chiếm nốt 3 tỉnh miền Tây Nam Kỳ, địa bàn thị xã là phần đất huyện Hà Dương và khu vực giáp kênh Vĩnh Tế thuộc hạt Châu Đốc nằm trên địa bàn 4 tổng:
Tổng Thành Tín (誠信, nguyên là các làng nằm dọc hai bờ kinh Vĩnh Tế thuộc huyện Hà Dương và phần còn lại của huyện Hà Âm) gồm 5 làng: Hưng Nhượng, Vĩnh Điều, Vĩnh Gia, Vĩnh Lạc, Vĩnh Quới.
Tổng Qui Đức (nguyên là các làng dọc bờ nam kinh Vĩnh Tế trước thuộc huyện Hà Dương) gồm 5 làng: An Nông, An Thạnh, Hưng Thới, Nhơn Hòa, Phú Thạnh, Xuân Sơn.
Tổng Thành Ý (nguyên là đất huyện Hà Dương) gồm 8 làng: Tà Đảnh, Thuyết Nạp, Trát Quan, Tu Tế, Văn Giáo, Vĩnh Trung, Xuân Tô, Yên Cư.
Tổng Châu Phú gồm 1 làng duy nhất là làng Vĩnh Hưng.
Năm 1900, toàn bộ các hạt tham biện đổi thành tỉnh, trong đó có Châu Đốc. Tịnh Biên trở thành một quận thuộc tỉnh Châu Đốc.
Sau nhiều lần điều chỉnh địa giới hành chính, đến năm 1939, quận Tịnh Biên có 3 tổng với 12 làng:
- Tổng Qui Đức gồm 4 làng: An Nông, An Phú (sáp nhập từ 2 làng An Thạnh, Phú Thạnh vào năm 1925) , Nhơn Hưng (sáp nhập từ 2 làng Nhơn Hòa, Vĩnh Hưng vào năm 1925), Thới Sơn (sáp nhập từ 2 làng Hưng Thới, Xuân Sơn vào năm 1890).
- Tổng Thành Tín gồm 2 làng: Lạc Quới (sáp nhập từ 2 làng Vĩnh Lạc, Vĩnh Quới) , Vĩnh Gia.
- Tổng Thành Ý gồm 5 làng: Thuyết Nạp, Văn Giáo, Vĩnh Trung, Xuân Tô, Yên Cư.

Ngày 12 tháng 9 năm 1947, theo chỉ thị số 50/CT của Ủy ban kháng chiến hành chính Nam Bộ (chính quyền Việt Nam Dân chủ Cộng hòa), lúc bấy giờ có sự thay đổi sắp xếp hành chính của tỉnh Châu Đốc và tỉnh Long Xuyên, thành lập các tỉnh mới có tên là Long Châu Tiền và Long Châu Hậu. Tịnh Biên là một huyện của tỉnh Long Châu Hậu, sau đó thuộc tỉnh Long Châu Hà.
Tháng 7 năm 1951, Sáp nhập huyện Tri Tôn vào huyện Tịnh Biên.
Đến năm 1954, chính quyền Việt Minh giải thể tỉnh Long Châu Hà, cũng trong lúc đó, tái lập Tri Tôn từ huyện Tịnh Biên. Tịnh Biên trở lại là một huyện thuộc tỉnh Châu Đốc.
Đến thời Việt Nam Cộng Hòa, Tịnh Biên là một quận thuộc tỉnh An Giang (sau đó thuộc tỉnh Châu Đốc vừa tái lập), gồm 10 xã: An Phú (quận lỵ), An Nông, Ba Chúc, Lạc Qưới, Nhơn Hưng, Tân Khánh Hòa, Thới Sơn, Vĩnh Điều, Vĩnh Gia, Xuân Tô. Trong đó 2 xã Vĩnh Điều, Tân khánh Hòa vốn thuộc về tỉnh Hà Tiên (nay thuộc huyện Giang Thành, tỉnh Kiên Giang).
Về phía chính quyền cách mạng, Tịnh Biên được duy trì là một huyện thuộc tỉnh An Giang. Sau đó thuộc lần lược thuộc các tỉnh Châu Hà, Long Châu Hà cho đến năm 1977.
Ngày 11 tháng 3 năm 1977, Hội đồng Chính phủ ban hành Quyết định 56-CP, thành lập huyện Bảy Núi trên cơ sở nhập toàn bộ diện tích và dân số của 2 huyện Tri Tôn và Tịnh Biên.
Sau khi thành lập, huyện Bảy Núi có 21 xã: An Cư, An Nông, An Phú, An Tức, Ba Chúc, Châu Lăng, Cô Tô, Lạc Qưới, Lê Trì, Lương Phi, Nhơn Hưng, Ô Lâm, Tà Đảnh, Thới Sơn, Trác Quan, Tri Tôn, Tú Tề, Văn Giáo, Vĩnh Gia, Vĩnh Trung, Xuân Tô. Trụ sở huyện lỵ đặt tại xã Tri Tôn.
Ngày 25 tháng 4 năm 1979, Hội đồng Chính phủ ban hành Quyết định 181-CP, điều chỉnh địa giới và đổi tên một số xã và thị trấn huyện Bảy Núi thuộc tỉnh An Giang:
- Giải thể 2 xã Tà Đảnh, Tú Tề để thành lập thị trấn Chi Lăng và 3 xã Tân Lập, Tân Lợi, Tân Cương.
- Chia xã Cô Tô thành 2 đơn vị hành chính: xã Cô Tô và xã Tân Tuyến.
- Chia xã Tri Tôn thành 2 đơn vị hành chính: thị trấn Bảy Núi (thị trấn huyện lỵ huyện Bảy Núi) và xã Núi Tô.
- Đổi tên xã Ô Lâm thành xã An Phước
- Đổi tên xã An Tức thành xã An Ninh
- Đổi tên xã Châu Lăng thành xã An Lạc
- Đổi tên xã Lê Trì thành xã An Lập
- Đổi tên xã Lương Phi thành xã An Thành
- Đổi tên xã Trác Quan thành xã An Hảo
- Đổi tên xã Văn Giáo thành xã Thới Thuận.

Ngày 23 tháng 8 năm 1979, Hội đồng Bộ trưởng ban hành Quyết định 300-CP . Theo đó, tái lập huyện Tịnh Biên trên cơ sở điều chỉnh một phần diện tích và dân số của huyện Bảy Núi vừa giải thể. Tịnh Biên là một huyện của tỉnh An Giang.
- Sau khi tái lập, huyện Tịnh Biên có 12 đơn vị hành chính cấp xã, bao gồm thị trấn Chi Lăng (huyện lỵ) và 11 xã: An Cư, An Hảo, An Nông, An Phú, Nhơn Hưng, Tân Lập, Tân Lợi, Thới Sơn, Thới Thuận, Vĩnh Trung, Xuân Tô.
- Ranh giới giữa hai huyện Tri Tôn và Tịnh Biên quy định như sau: Bắt đầu từ cột mốc số 115 (biên giới với Cam-pu-chia) thẳng hướng đông nam đến trụ đá số 1 trên lộ Lê Trì - Tịnh Biên (cách ngã ba Sóc Tức 150 mét) rồi quẹo xuống phía nam song song với lộ Tịnh Biên – Tri Tôn theo đường mòn về phía đông ven chân núi Nam Quy, vòng lên phía bắc đi thẳng đến ngã tư Kinh Tri Tôn - Mạc Cần Dưng (cầu sắt số 13) theo giữa lòng kinh đến giáp ranh huyện Châu Thành (cầu sắt số 10).

Địa bàn 2 huyện: Tịnh Biên và Tri Tôn sau khi được tái lập được điều chỉnh lại địa giới hành chính các xã, thị trấn khác hẳn so với trước năm 1977.
Ngày 10 tháng 5 năm 1986, Hội đồng Bộ trưởng ban hành Quyết định 56-HĐBT thành lập thị trấn Nhà Bàng trên cơ sở điều chỉnh một phần diện tích và dân số của các xã Nhơn Hưng, Thới Sơn. Như vậy, thời điểm này huyện có 2 thị trấn và 11 xã. Cũng trong lúc đó, huyện lỵ huyện Tịnh Biên được dời từ thị trấn Chi Lăng về thị trấn Nhà Bàng.
Ngày 28 tháng 10 năm 1993, đổi tên xã Thới Thuận thành xã Văn Giáo.
Ngày 17 tháng 10 năm 2003, Chính phủ ban hành Nghị định 119/2003/NĐ-CP chia thị trấn Chi Lăng thành 2 đơn vị hành chính: thị trấn Chi Lăng và xã Núi Voi. Thời điểm này huyện có 2 thị trấn và 12 xã.
Ngày 12 tháng 4 năm 2005, Chính phủ ban hành Nghị định 52/2005/NĐ-CP, chuyển xã Xuân Tô thành thị trấn Tịnh Biên trực thuộc huyện Tịnh Biên. Tuy nhiên huyện lỵ vẫn đặt tại thị trấn Nhà Bàng.
Ngày 19 tháng 3 năm 2012, thị trấn Tịnh Biên được Bộ Xây dựng công nhận là đô thị loại IV.
Ngày 19 tháng 4 năm 2012, huyện lỵ huyện Tịnh Biên được dời từ thị trấn Nhà Bàng về thị trấn Tịnh Biên.
Ngày 6 tháng 7 năm 2018, đô thị Tịnh Biên mở rộng (gồm toàn bộ 3 thị trấn và 11 xã thuộc huyện Tịnh Biên) được Bộ Xây dựng công nhận là đô thị loại IV.
Đến cuối năm 2022, huyện Tịnh Biên có 14 đơn vị hành chính cấp xã, gồm 3 thị trấn: Tịnh Biên (huyện lỵ), Chi Lăng, Nhà Bàng và 11 xã: An Cư, An Hảo, An Nông, An Phú, Nhơn Hưng, Núi Voi, Tân Lập, Tân Lợi, Thới Sơn, Văn Giáo, Vĩnh Trung.
Ngày 13 tháng 2 năm 2023, Ủy ban Thường vụ Quốc hội ban hành Nghị quyết số 721/NQ-UBTVQH15 (nghị quyết có hiệu lực từ ngày 10 tháng 4 năm 2023). Theo đó:
- Thành lập thị xã Tịnh Biên trên cơ sở toàn bộ 354,59 km² diện tích tự nhiên và 143.098 người của huyện Tịnh Biên.
- Chuyển 3 thị trấn: Tịnh Biên, Chi Lăng, Nhà Bàng và 4 xã: An Phú, Nhơn Hưng, Núi Voi, Thới Sơn thành 7 phường có tên tương ứng.

Sau khi thành lập, thị xã Tịnh Biên có 7 phường và 7 xã như hiện nay.

## Kinh tế - xã hội

### Kinh tế

Chợ Tịnh Biên

Chợ Bách Hóa

Tịnh Biên nằm ở phía tây của Núi Cấm. Từ Tịnh Biên đi Phnôm Pênh theo quốc lộ 2(CPC) khoảng 125 km. Đây là điểm đến thông dụng của khách du lịch nước ngoài du lịch tuyến Campuchia - Việt Nam hay ngược lại. Ở đây có khu du lịch Núi Cấm đã được nhiều người biết đến. Tại đây có đặc sản là món bò cạp núi nướng giòn, đường thốt nốt. Tịnh Biên đang năng động phát triển, tuy nhiên đang dần dần bị đô thị hóa tương đối nhanh bởi các khu công nghiệp.

### Giáo dục
| Loại hình           | Số lượng |
| ------------------- | --- |
| Mầm non             | |
| Tiểu học            | |
| Trung học cơ sở     | Có 14 cơ sở phân bố đều ở mỗi phường, xã                                                                                   |
| Trung học phổ thông | - Trường THPT Chi Lăng (phường Chi Lăng) - Trường THPT Tịnh Biên (phường Nhà Bàng) -Trường THPT Xuân Tô (phường Tịnh Biên) |

## Giao thông
Toàn thị xã có 316,5 km đường giao thông, trong đó:
- 2 tuyến quốc lộ: Quốc lộ 91, N1.
- 4 tuyến đường tỉnh:ĐT 945, ĐT 948, ĐT 949 (Hương lộ 17 - đang trong quá trình chờ nâng cấp), ĐT 955A,
- 5 tuyến đường thị xã.
- 23 tuyến đường xã, liên xã.
Mạng lưới giao thông đảm bảo thông suốt 4 mùa, từ nội địa ra biên giới gắn với tuyến quốc lộ 2 của Vương quốc  Campuchia; và kết nối các trung tâm lớn trong vùng từ thành phố Cần Thơ – Long Xuyên – Châu Đốc – Hà Tiên (Kiên Giang), là địa bàn trung chuyển hàng hóa thuận lợi trong vận chuyển hàng hóa, giao thương và tham quan các danh lam thắng cảnh trong vùng, kể cả tuyến đường lên núi Cấm.

## Du lịch

### Khu du lịch Lâm Viên - Núi Cấm

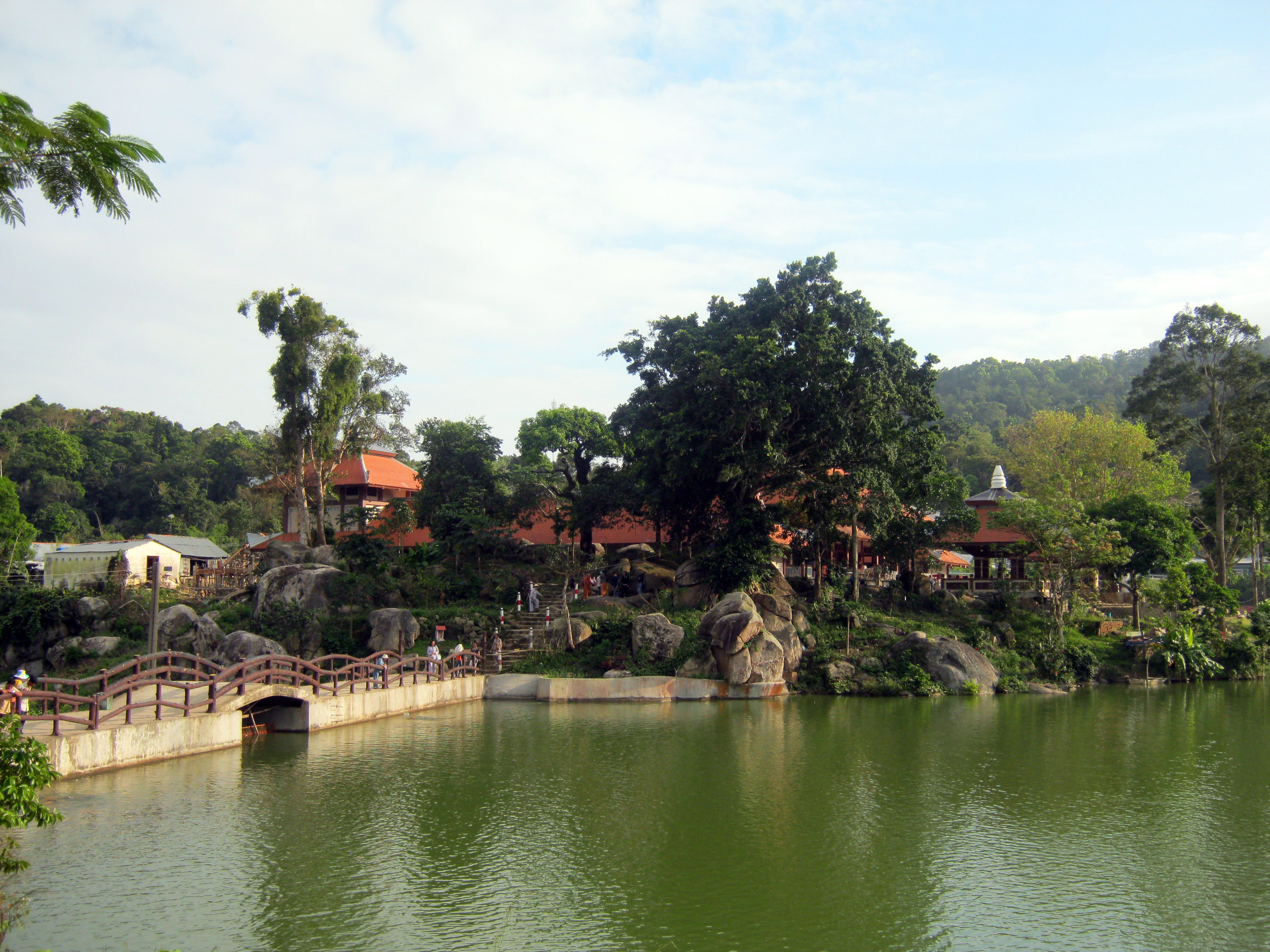

Núi Cấm còn gọi là Thiên Cấm Sơn, là ngọn núi cao nhất của vùng Thất Sơn (xã An Hảo, thị xã Tịnh Biên, An Giang). Đây là điểm đến thú vị cho du khách. Trên đỉnh Núi Cấm có những công trình kiến trúc tôn giáo quy mô như tượng Phật Di Lặc khổng lồ ngồi trên đỉnh (cao 33,6 m), chùa Vạn Linh, Thiền viện chùa Phật Lớn... Hằng năm, cứ mỗi dịp Tết đến xuân về, nơi đây thu hút hàng nghìn lượt người đến cúng viếng, tham dự lễ hội. Ngoài những công trình kiến trúc độc đáo, cùng các điểm tham quan thú vị như hồ, suối, hang động, rừng nguyên sinh, Công ty CP Phát triển Du lịch An Giang đã đầu tư và đưa vào hoạt động hệ thống cáp treo, một loại hình vận chuyển hiện đại cho du khách tham quan Núi Cấm kể từ ngày 14/2/2015.
Đây là hệ thống cáp treo đầu tiên của Đồng bằng sông Cửu Long, có chiều dài 3,5 km.
Du khách sẽ được thưởng thức ẩm thực với nhiều món đặc sản vùng Bảy Núi như bánh xèo trứng đà điểu, bành bò thốt nốt... Bên cạnh đó, du khách có thể thưởng thức phim 5D, đặc sản các vùng miền, cửa hàng lưu niệm ở khu du lịch. Tại đây còn có điểm vui chơi cho thiếu nhi với các trò chơi mới như cưỡi ngựa nhún, đu quay đảo, mâm chao, rồng lượn, đạp chuột.

### Miếu Bà Chúa xứ Bàu Mướp
Ngôi miếu do Phật thầy Tây An (Đoàn Minh Huyên, 1807 - 1856) và các tín đồ dựng lên giữa thế kỷ XIX, để cho người dân đi khai hoang có nơi thờ cúng, thỏa mãn nhu cầu tính ngưỡng tâm linh.
Phía trước ngôi miếu có một bàu nước lớn. Đây là một loại đầm nhỏ (hay ao lớn) chứa nước ngọt thiên nhiên. Nhiều người cho rằng vì mặt bàu có nhiều dây mướp rừng chằng chịt, nên gọi là "bàu Mướp". Tuy nhiên, có một ý kiến khác cho rằng chữ "mướp" ở đây không phải là dây mướp mà là loại cây mốp, một loại cây có rễ cứng, ruột mềm chứa nhiều nước, và có thể uống được.
Ngôi chính điện thờ Thánh Mẫu Tiên Nương hiện tọa lạc trong khuôn viên rộng lớn (gồm nhiều hạng mục, trong đó quan trọng nhất là ngôi điện thờ). Thánh Mẫu này (mà người dân quen gọi là Bà Chúa Xứ Bàu Mướp) là một nữ thần có quyền năng cai quản xứ sở, theo tục thờ cúng của người dân Nam Bộ.
Ngày 16 tháng 10 năm 2012, UBND tỉnh An Giang đã ra Quyết định số 1814/QĐ-UBND công nhận Miễu Bà Chúa Xứ Bàu Mướp là di tích lịch sử và danh lam thắng cảnh cấp tỉnh.

### Rừng Tràm Trà Sư

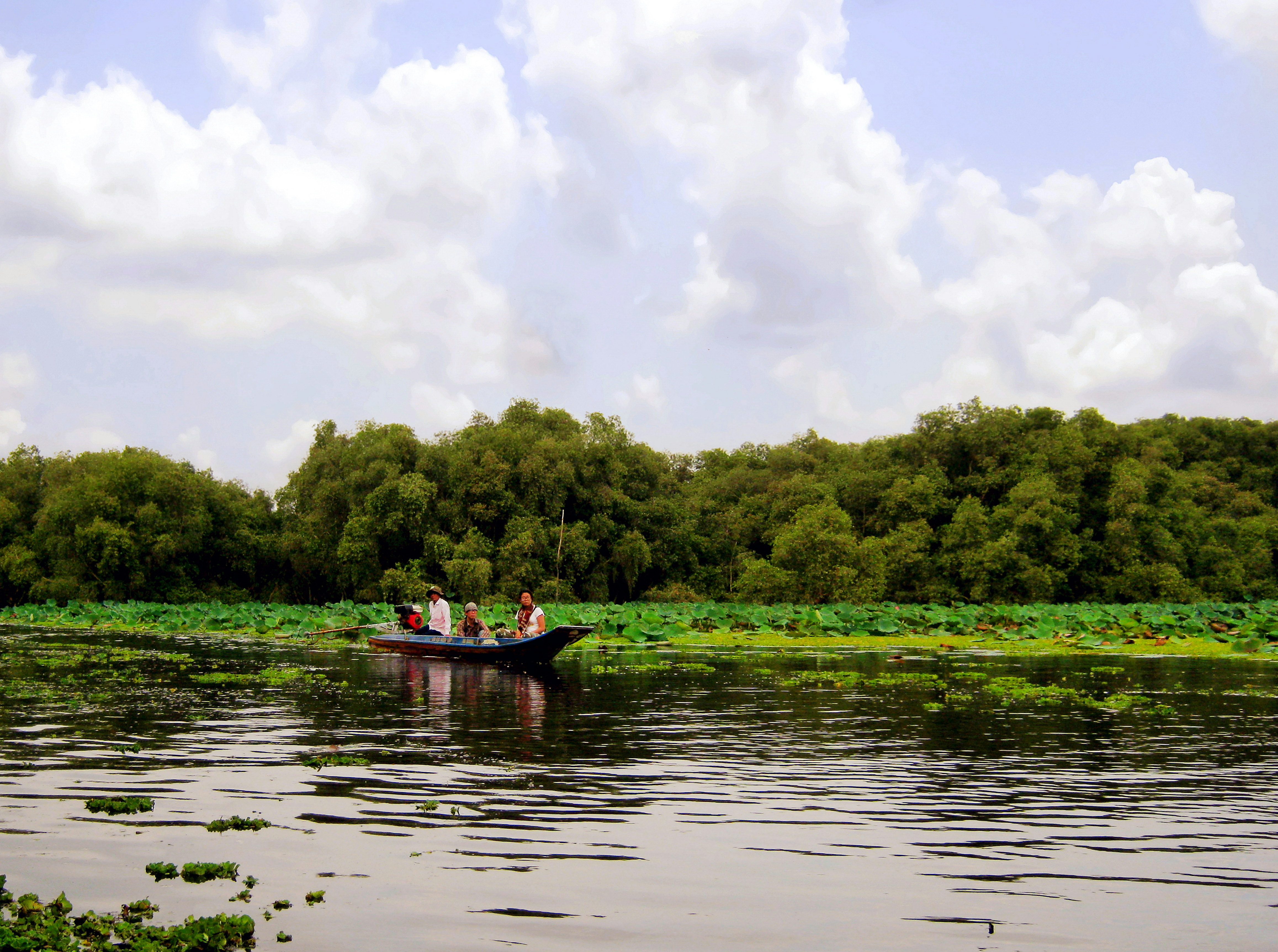

Từ phường Nhà Bàng thuộc thị xã Tịnh Biên, đi theo đường tỉnh lộ 948 đến cầu Bưng Tiên tại Km số 6 thì rẽ trái và tiếp tục đi theo một con đường đã được trải nhựa dài khoảng 4 km là đến rừng tràm Trà Sư. Tại đây, du khách đi tắc ráng (tên gọi một phương tiện thủy có gắn động cơ của người miền Tây Nam Bộ, còn gọi là xuồng máy) và xuồng để đi tham quan rừng tràm.
Với diện tích gần 850 ha, phần lớn loài cây ở rừng tràm Trà Sư là tràm (trên 10 tuổi, cao 5 – 8 m). Ngoài ra, đây còn là nơi sinh sống nhiều loài động vật và thực vật. Theo thông tin trên website của Tổng cục Du lịch Việt Nam thì ở đây hiện có:
- 70 loài chim thuộc 13 bộ và 31 họ, trong đó có 2 loài chim quý hiếm đã được ghi trong sách Đỏ Việt Nam là giang sen (Mycteria leucocephala) và điêng điểng (Anhinga melanogaster)
- 11 loài thú thuộc 4 bộ và 6 họ. Các bộ có số loài nhiều nhất là gặm nhấm (4 loài) và dơi (15 loài), trong đó có loài dơi chó tai ngắn quý hiếm cũng đã được ghi vào sách Đỏ Việt Nam.
- 25 loài bò sát và ếch nhái, gồm 2 bộ, 10 họ, trong đó có cả rắn hổ mang, rắn cạp nong.
- 10 loài cá xuất hiện quanh năm và 13 loài chỉ xuất hiện vào mùa lũ.

Không chỉ phong phú về động vật, rừng tràm Trà Sư còn là nơi tụ họp của 140 loài thực vật thuộc 52 họ và 102 chi, trong đó có 22 loài cây gỗ, 25 loài cây bụi, 10 loài dây leo, 70 loài cỏ, 13 loài thủy sinh, 11 loài sinh cảnh, 78 loài thuốc và 22 loài cây cảnh...
Theo kết quả khảo sát của BirdLife International và Viện Sinh thái và Tài nguyên sinh vật, rừng tràm Trà Sư được đánh giá là nơi có tầm quan trọng quốc tế trong công tác bảo tồn đất ngập nước tại đồng bằng sông Cửu Long. Năm 1999, cả hai tổ chức ấy đều đã đề xuất chính quyền địa phương xây dựng khu bảo vệ tại khu vực này.
Ngày 27 tháng 5 năm 2003, chính quyền tỉnh An Giang đã ra quyết định phê duyệt thành lập khu bảo vệ cảnh quan rừng tràm Trà Sư, để đáp ứng nhu cầu du lịch sinh thái và phục vụ công tác nghiên cứu bảo tồn môi trường.
Nhìn chung, chính sự đa dạng và phong phú về tài nguyên khiến rừng tràm Trà Sư trở thành điểm đến lý tưởng đối với các nhà nghiên cứu và những người ham mê khám phá thiên nhiên hoang dã. Mùa nước nổi (khoảng tháng 8 đến tháng 10 âm lịch) là khoảng thời gian thích hợp nhất để đến với rừng tràm. Hiện ngành du lịch An Giang đang khai thác điểm tham quan du lịch sinh thái hấp dẫn này...

### Khu du lịch và Hang Chiến sĩ Núi Két
Núi Két có hình khối tròn, cao 225 mét, dài và rộng hơn 1.100 mét. Núi ở phía đông phường Nhà Bàng, thị xã Tịnh Biên, cách trung tâm thành phố Long Xuyên khoảng 70 km về hướng tây theo Quốc lộ 91 rồi rẽ qua tỉnh lộ 948. Núi được bao bọc bởi những ngọn núi khác như núi Dài, núi Đất, núi Trà Sư, núi Bà Đắc.
Được gọi là núi Két vì ở độ cao khoảng một trăm mét, tính từ chân núi, bên vách phía tây gần trên đỉnh có một tảng đá khổng lồ nằm nhô ra, theo sự mường tượng của nhiều người, nó có hình dạng như đầu một con chim két (tức chim anh vũ).
Đường lên đỉnh núi Két dài khoảng 600 mét, được xây bậc thang và đều có hành lang an toàn. Đi dần lên núi có các địa điểm đáng tham quan như: Sân Tiên, Giếng Tiên, điện Chư Thần, điện Phật Thầy, điện Phật Mẫu, điện Ngọc Hoàng, điện Huỳnh Long, điện Ba Cô, điện U Minh, điện Chư Vị Năm Non Bảy Núi và tiêu biểu nhất là "mỏ ông Két" cùng với nhiều truyền thuyết dân gian...
Tuy nhiên, ở gần chân núi có ba di tích rất được nhiều người đến thăm viếng và chiêm bái hơn cả, đó là Đình Thới Sơn, Chùa Thới Sơn, Chùa Phước Điền, vì các nơi thờ này đều gắn liền với thời lưu dân đi mở đất và với giáo phái Bửu Sơn Kỳ Hương.
Bên cạnh các nguồn lợi từ du lịch, hành hương, cây trái...núi Két còn có các nguồn lợi khác từ tài nguyên, như quặng kim loại molipden, đá granit sáng màu mịn hạt, đá quý (thạch anh ám khói, thạch anh tím) được tìm thấy trong các mạch pecmatic và nhiều mội nước khoáng...

### Chùa Hòa Thạnh
Chùa thường được gọi là chùa Cây Mít, tọa lạc ở phường Nhơn Hưng, cách thành phố Long Xuyên 87 km. Chùa được xây dựng vào khoảng thế kỷ XIX và được trùng tu mở rộng vào những năm 1921-1923. Hòa thượng trụ trì Diên Minh là hội viên thường trợ của Hội Nam Kỳ nghiên cứu Phật học vào những năm 1930. Chùa còn bảo tồn nhiều pho tượng cổ có giá trị nghệ thuật. Chùa đã được Bộ Văn hóa công nhận là Di tích lịch sử - văn hóa quốc gia.

### Căn hầm bí mật Văn phòng Huyện ủy
Khu căn cứ hầm bí mật Văn phòng Huyện ủy Tịnh Biên xưa, tọa lạc tại khóm Đông Hưng, phường Nhơn Hưng. Đây từng là nơi nuôi giấu cán bộ cách mạng trong thời kỳ chống Mỹ cứu nước.

### Chốt thép Nhơn Hưng
Đây là khu vực đồn (còn có tên gọi đồn Cây khế, do Pháp xây dựng và Mỹ tiếp tục sử dụng. Sau ngày miền Nam hoàn toàn giải phóng và thống nhất đất nước, khi xảy ra chiến tranh bảo vệ biên giới Tây Nam, quân và dân Nhơn Hưng tận dụng nơi đây lập chốt chống lại quân Pôn Pốt, được vinh danh "Chốt thép thành đồng".  Ngày 27/3/2015 "Chốt thép Nhơn Hưng" được UBND tỉnh xếp hạng là di tích lịch sử cấp tỉnh.

### Chùa Phước Điền
Năm 1850 - 1851, Phật thầy Tây An dẫn dắt tín đồ khai hoang dưới chân núi Két, lập hai làng Hưng Thới và Xuân Sơn (nay được sáp nhập thành phường Thới Sơn, thị xã Tịnh Biên). Cơ sở đầu tiên tại đây gọi là Trại ruộng, sau này tín đồ xây thành chùa Phước Điền.

### Chùa Thới Sơn
Chùa Thới Sơn tọa lạc tại khu vực núi Két, thuộc khóm Sơn Tây, phường Thới Sơn. Đây là một ngôi chùa thờ Tam bảo của đạo Bửu Sơn Kỳ Hương, và là một di tích lịch sử cách mạng của tỉnh.
Sau khi sáng lập đạo Bửu Sơn Kỳ Hương vào năm 1849, Phật Thầy Tây An (tên thật là Đoàn Minh Huyên, 1807-1856), đã lần lượt dẫn các tín đồ và người dân nghèo đi khai hoang lập làng ở nhiều nơi, trong đó có hai làng Hưng Thới và Xuân Sơn, mà sau này được sáp nhập thành phường Thới Sơn, thuộc thị xã Tịnh Biên.
Tại địa bàn của hai làng ấy, Phật Thầy Tây An đã cho dựng đình Thới Sơn để thờ Thành hoàng Bổn cảnh, là vị thần chủ quản vùng đất mà họ đến khai phá. Đồng thời, ông còn cho dựng hai "trại ruộng", tức căn nhà bằng cây lá đơn sơ để có chỗ ở khi làm ruộng. Và cũng để thỏa mãn nhu cầu tính ngưỡng tâm linh, ông cho lập bàn thờ Tam bảo ở trong khu vực trại, mà về sau được biến cải thành chùa. Đó chính là chùa Thới Sơn và chùa Phước Điền (tục gọi Trại Ruộng) ngày nay.
Ngày 26 tháng 8 năm 1999, Chính quyền tỉnh An Giang đã ra Quyết định công nhận chùa Thới Sơn là một di tích lịch sử cách mạng của tỉnh.

### Đình Thới Sơn

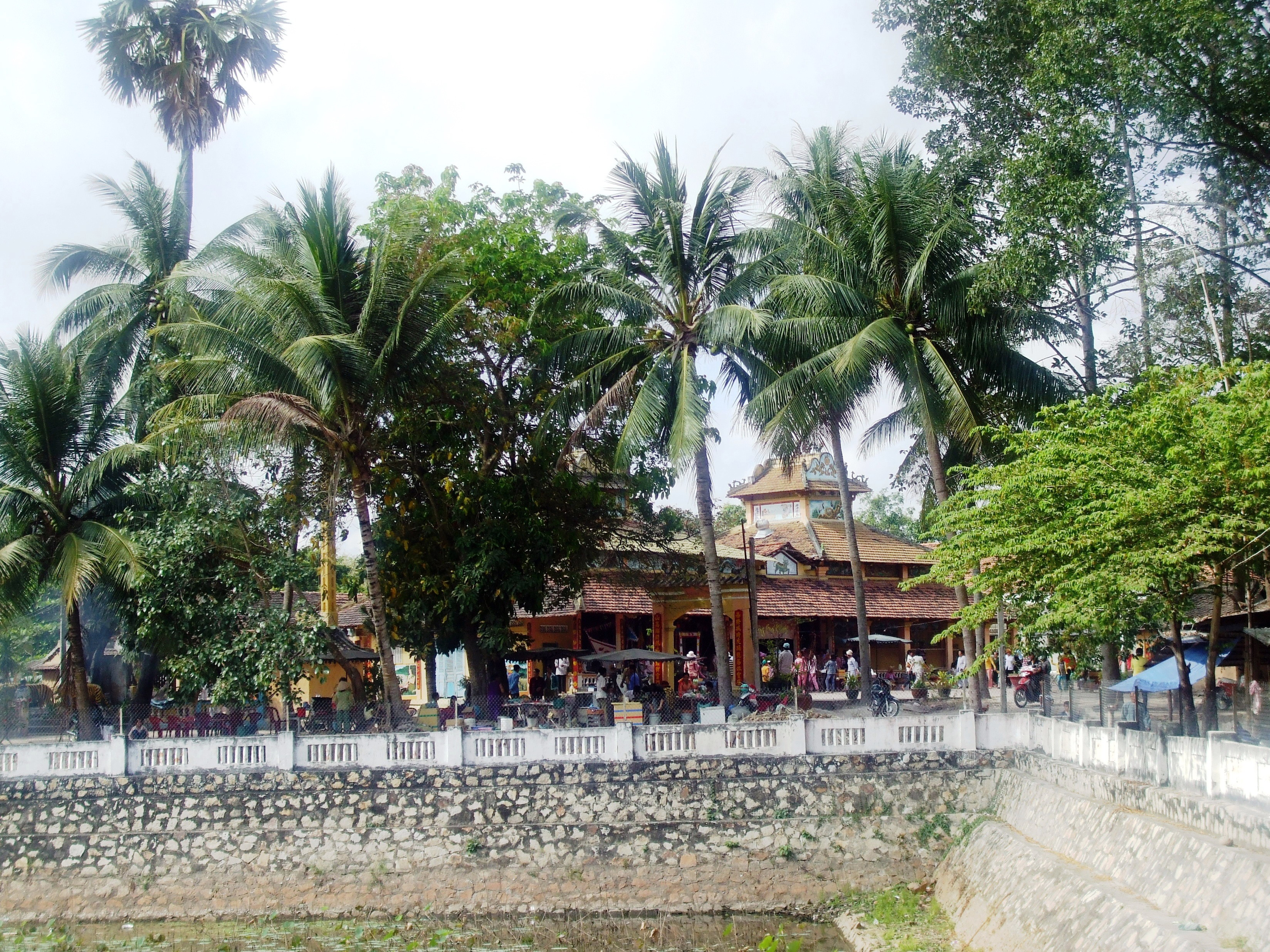

Đình Thới Sơn tọa lạc gần chân núi Két, thuộc phường Thới Sơn, thị xã Tịnh Biên, tỉnh An Giang. Đây là một ngôi đình thờ Thành hoàng của làng Hưng Thới và Xuân Sơn ngày xưa (sau này sáp nhập thành Thới Sơn), và là một di tích lịch sử cách mạng Việt Nam.
Đình Thới Sơn do Phật Thầy Tây An (tên thật là Đoàn Minh Huyên, 1807-1856), người sáng lập ra đạo Bửu Sơn Kỳ Hương cùng với những tín đồ của ông xây dựng vào năm 1851, để thờ vị thần chủ quản vùng đất (Thành hoàng) mà họ đến khai phá. Ban đầu đình được xây cất bằng cây rừng, mái tranh, vách lá, nền đất. Năm 1945, đình bị quân Pháp đến đốt phá. Năm 1956, đình được người dân dựng lại với khung sườn bằng gỗ, lợp ngói, nhưng lại bị bom đạn đánh sập.
Sau năm 1975, dân làng góp công, góp của xây dựng lại và tồn tại cho đến ngày nay.

### Núi Trà Sư
Núi Trà Sư cao 146 m, nằm dọc theo Quốc lộ 91 (đoạn thuộc phường Nhà Bàng). Có nhiều đường lên núi, song đối diện với Cửu Trùng Đài (gần chợ Nhà Bàng và cách trung tâm thị xã Tịnh Biên khoảng 6 km) có con đường ngắn nhất để lên đỉnh núi. Lối mòn nhỏ ấy ngày nay đã được thiết kế nhiều bậc cấp, tráng xi măng, lại có hàng lan can, giúp người dân lên xuống núi dễ dàng và an toàn hơn.
Núi Trà Sư tuy không cao lớn, song cũng có một số cảnh đẹp. Và khi lên đến đỉnh, người ta sẽ nhìn thấy được núi Két, núi Dài Năm Giếng, kênh Vĩnh Tế... và những đồng lúa rộng lớn.
Bên cạnh đó, núi cũng có khá nhiều chùa, am, miếu...như một số núi khác ở vùng Thất Sơn, song đa phần chúng đều nhỏ và đơn sơ. Đáng kể chỉ có Năm Căn Cổ Tự, Hòa Long Cổ Tự, Chùa Quan Âm Phật Đài, Cửu Trùng Đài...
Nhận thấy núi Trà Sư có một số ưu điểm, và đã thu hút khá nhiều khách đến vãn cảnh và hành hương, nên chính quyền thị xã Tịnh Biên đã cho xây dựng Khu du lịch núi Trà Sư với diện tích trên 9 ha.

### Núi Dài Năm Giếng
Núi Dài Năm Giếng có tên chữ là Ngũ Hồ Sơn, còn được gọi là Núi Dài Nhỏ. Đây là ngọn núi cao thứ tư trong vùng Bảy Núi thuộc tỉnh An Giang, Việt Nam.
Núi cao 265 m, chu vi 8.751 m, thuộc phường An Phú, thị xã Tịnh Biên, tỉnh An Giang.
Sở dĩ có tên Núi Dài Năm Giếng vì trên đỉnh núi có năm cái hố sâu nằm thẳng hàng trên mỏm đá to giống như giếng nước. Núi tuy hiểm trở nhưng có nhiều cảnh đẹp, nhiều vườn cây trĩu quả quanh năm như: ổi, xoài, bưởi, mận, hồng quân, thanh long...
Ngoài ra, nơi đây còn có nguồn tài nguyên là đá xây dựng thuộc nhóm sáng màu mịn hạt và đá ốp lát dùng để trang trí...

### Đập tràn Trà Sư
Đập cao su Trà Sư là một trong những đập bằng cao su đầu tiên ở Việt Nam, được xây dựng tại thị xã Tịnh Biên, tỉnh An Giang, có chức năng ngăn lũ đầu vụ và cuối vụ từ kênh Vĩnh Tế tràn vào vùng Tứ giác Long Xuyên và tiêu lũ chính vụ nhằm kiểm soát mực nước lũ ở Châu Đốc, ngoài ra còn đảm bảo giao thông bộ trên bờ kênh Vĩnh Tế và cải tạo môi trường sinh thái vùng dự án.

## Hình ảnh

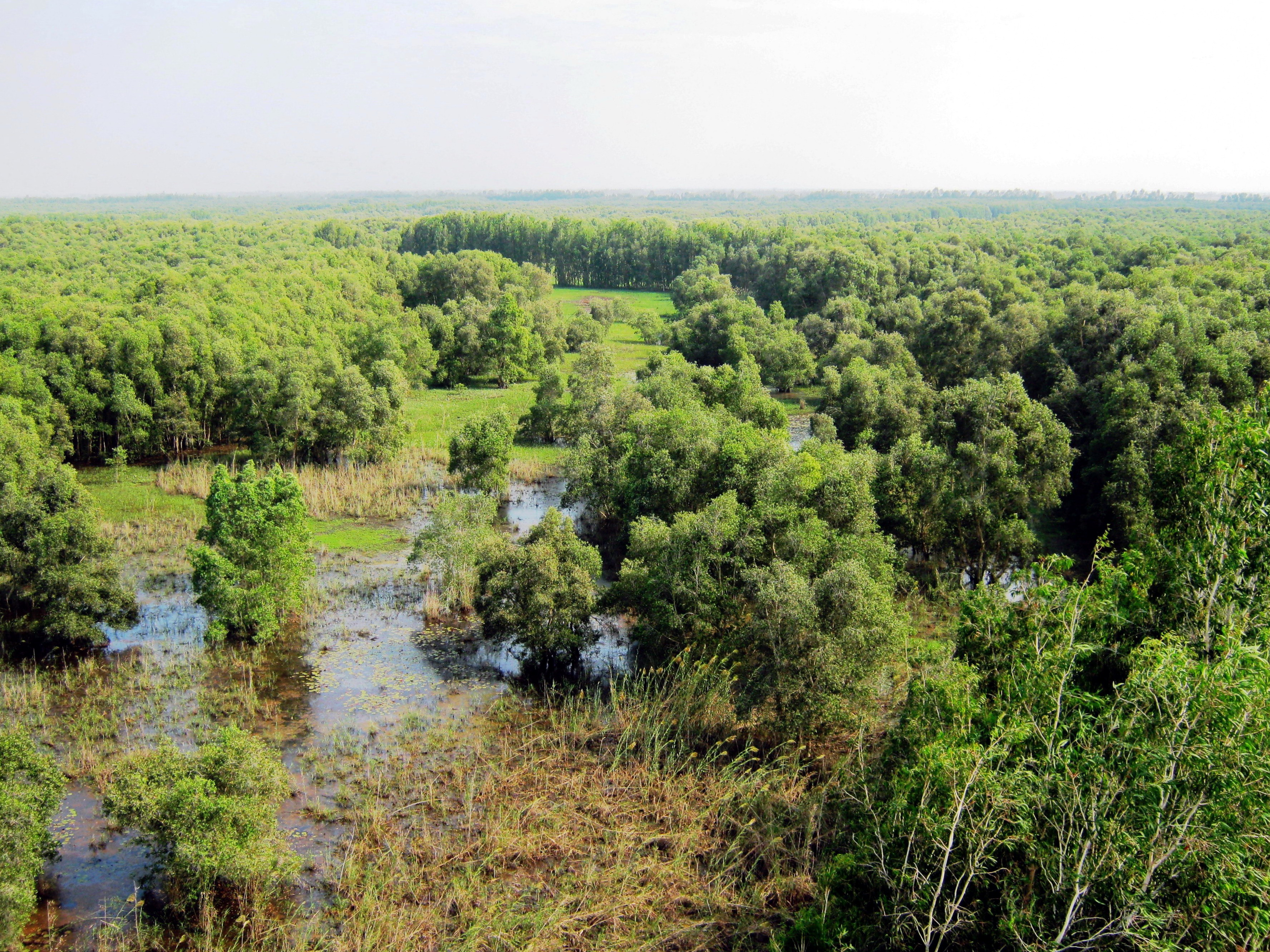
Rừng tràm Trà Sư ở xã Văn Giáo
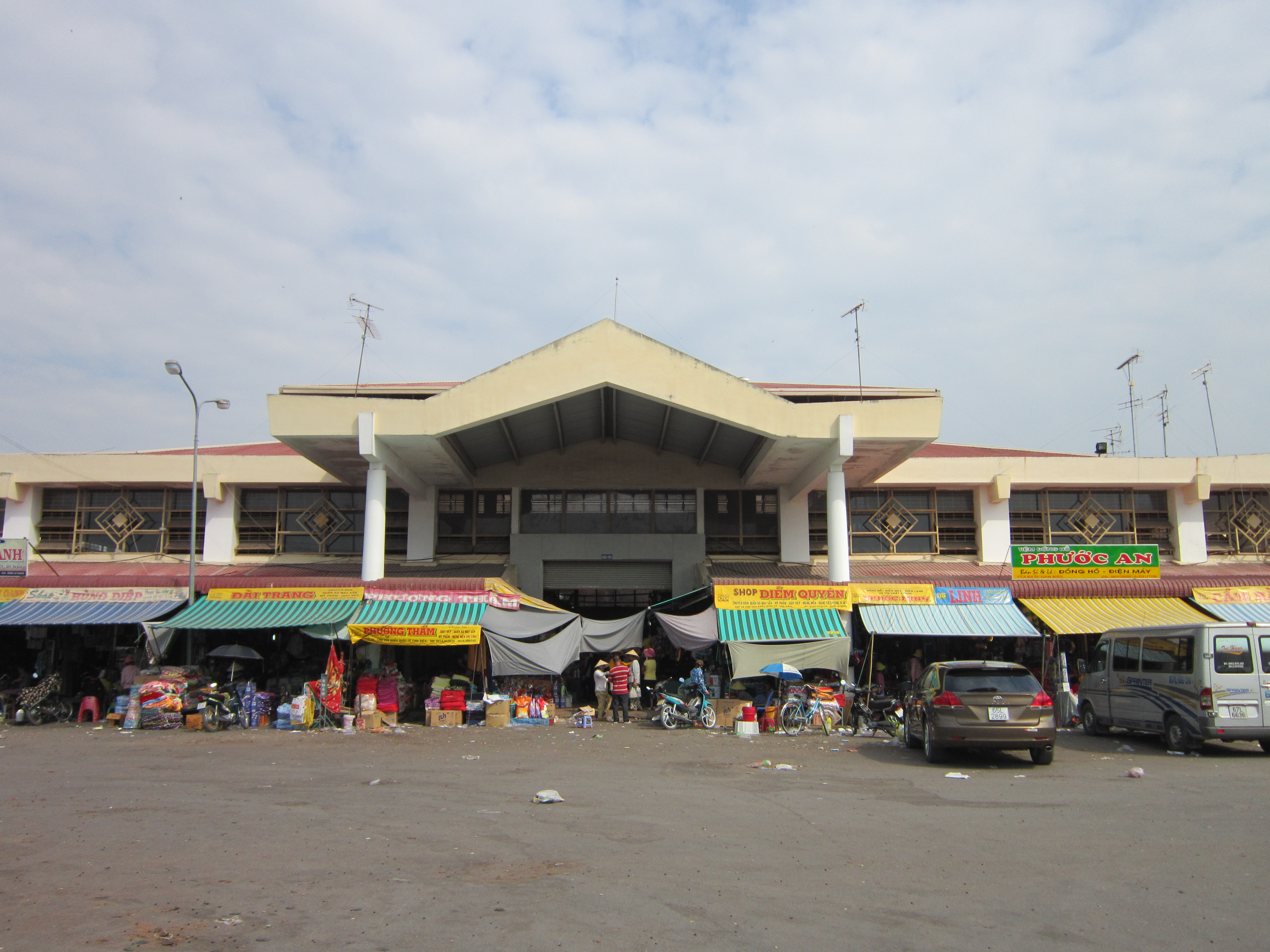
Chợ Tịnh Biên ở phường Tịnh Biên
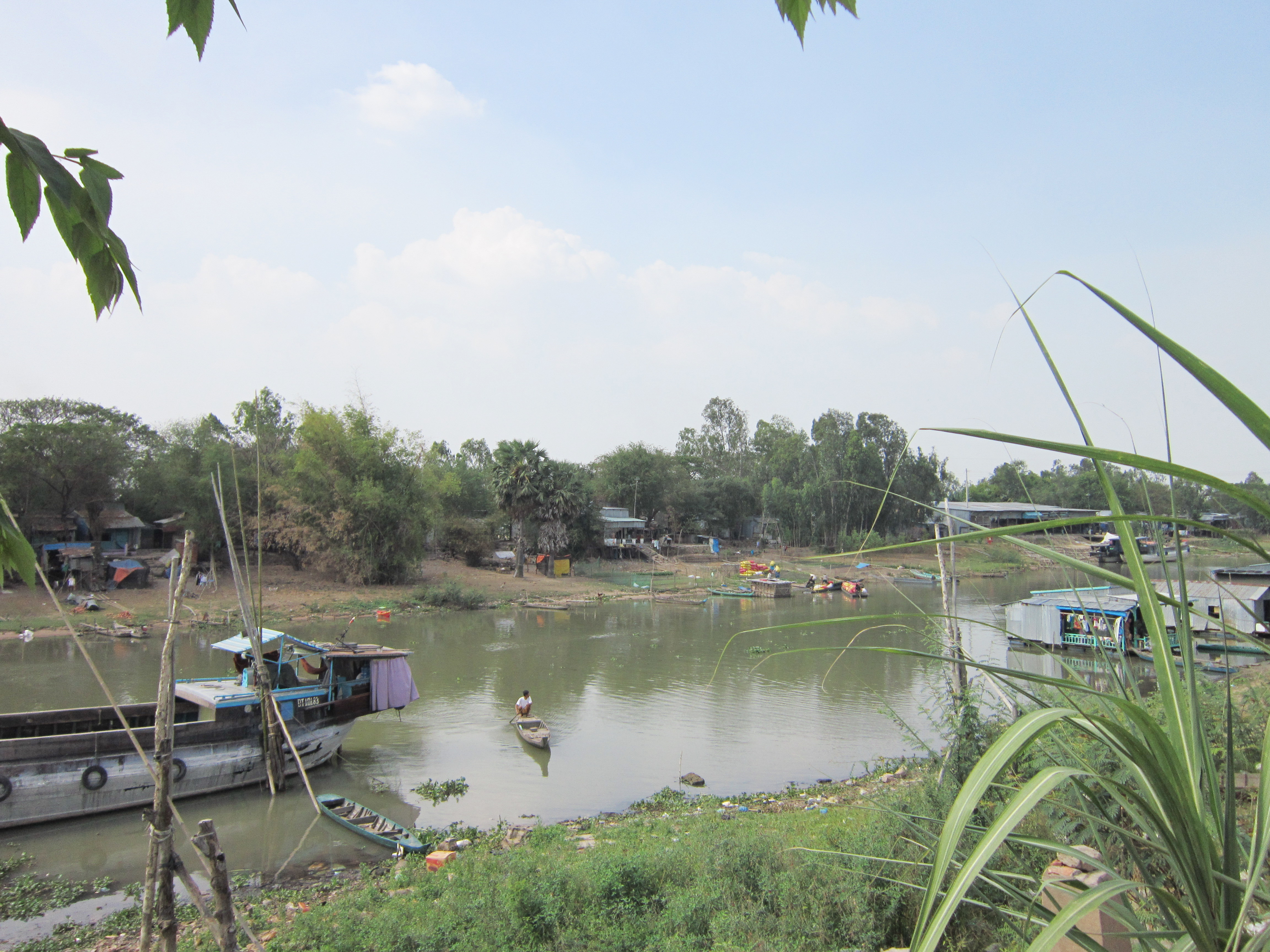
Kênh Vĩnh Tế, đoạn ở phía trước chợ Tịnh Biên
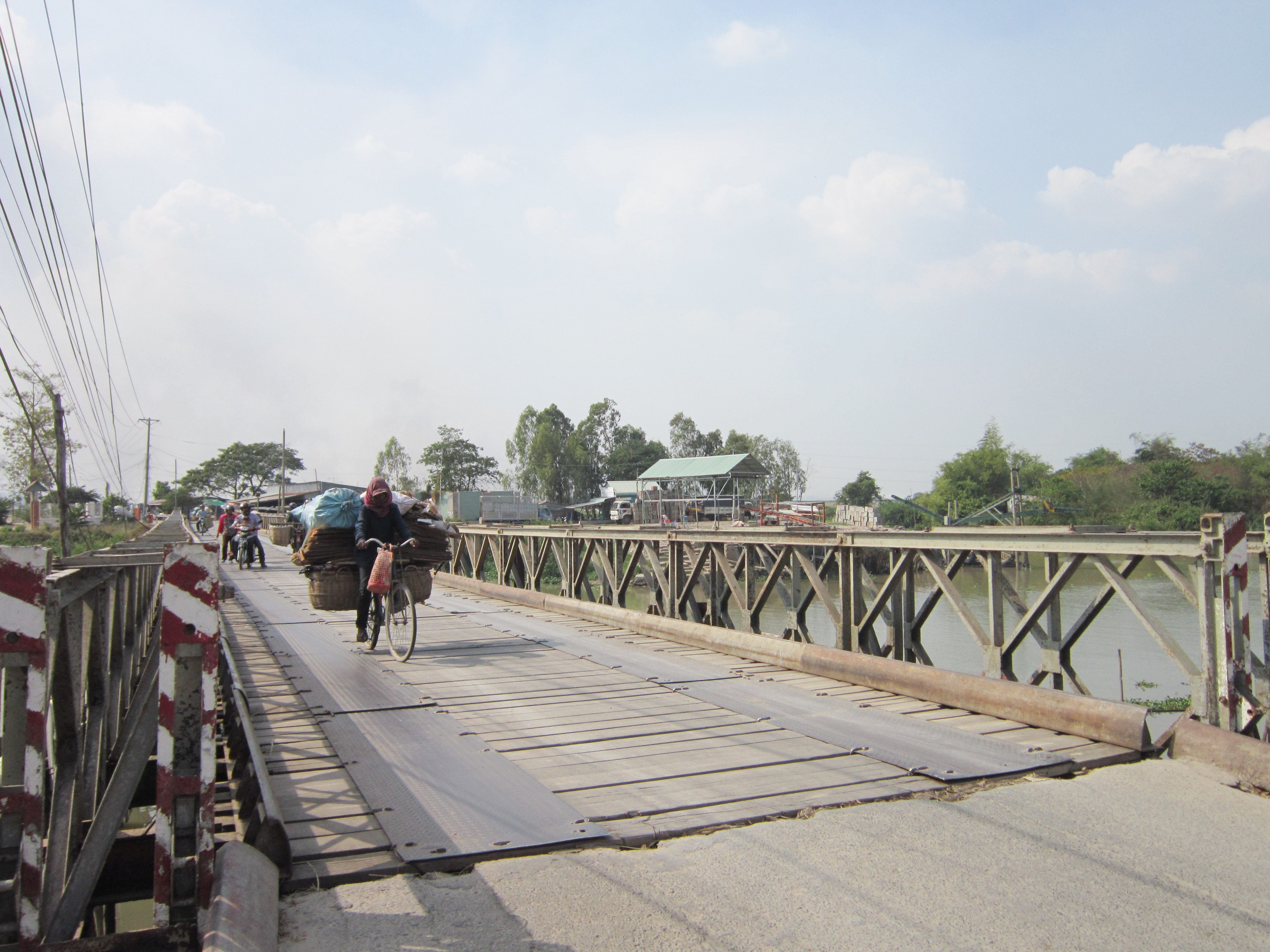
Cầu sắt Tịnh Biên bắc qua kênh Vĩnh Tế, dẫn đến Cửa khẩu Quốc tế Tịnh Biên
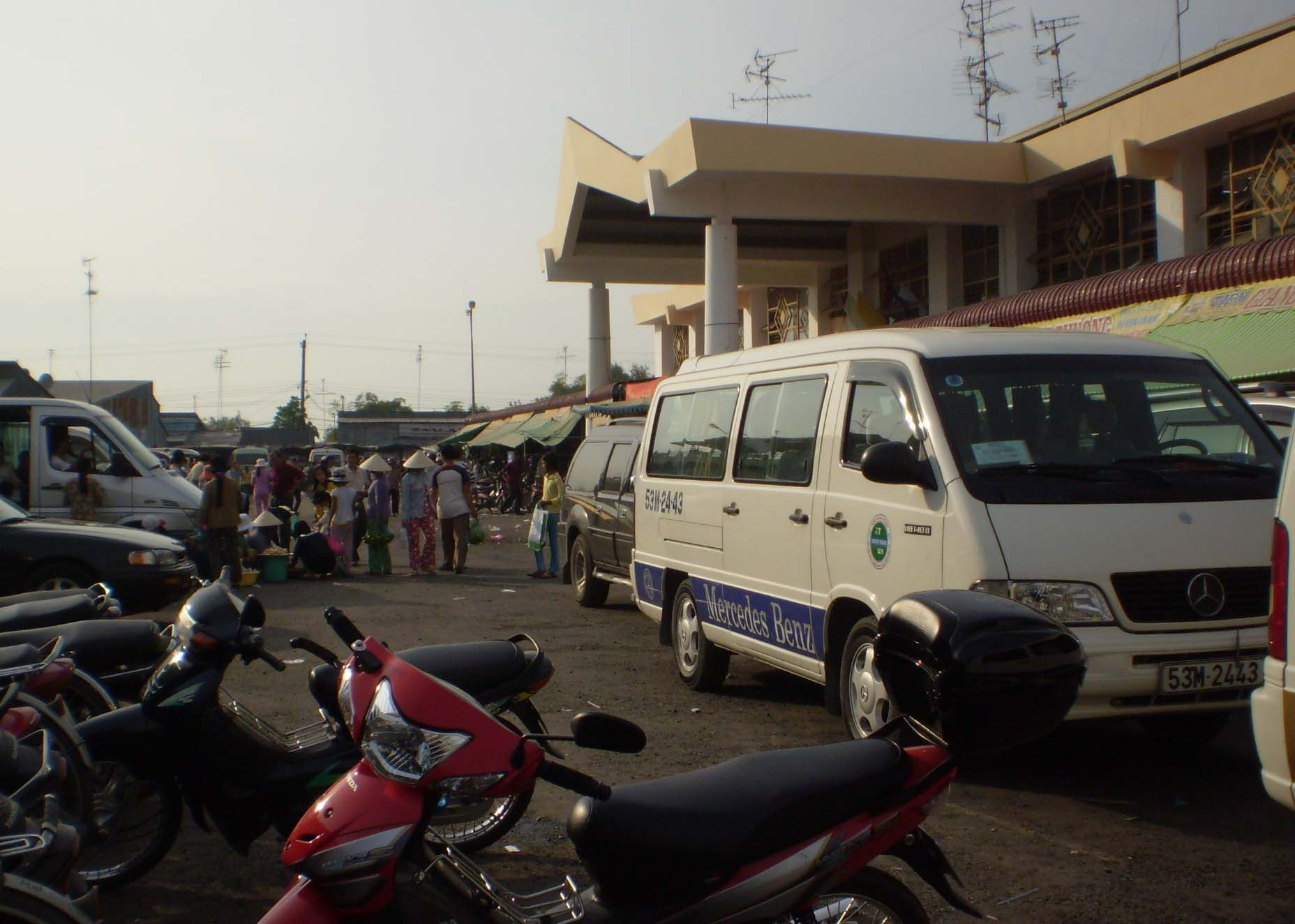
Trước cổng chợ biên giới Tịnh Biên
Công viên Hữu Nghị
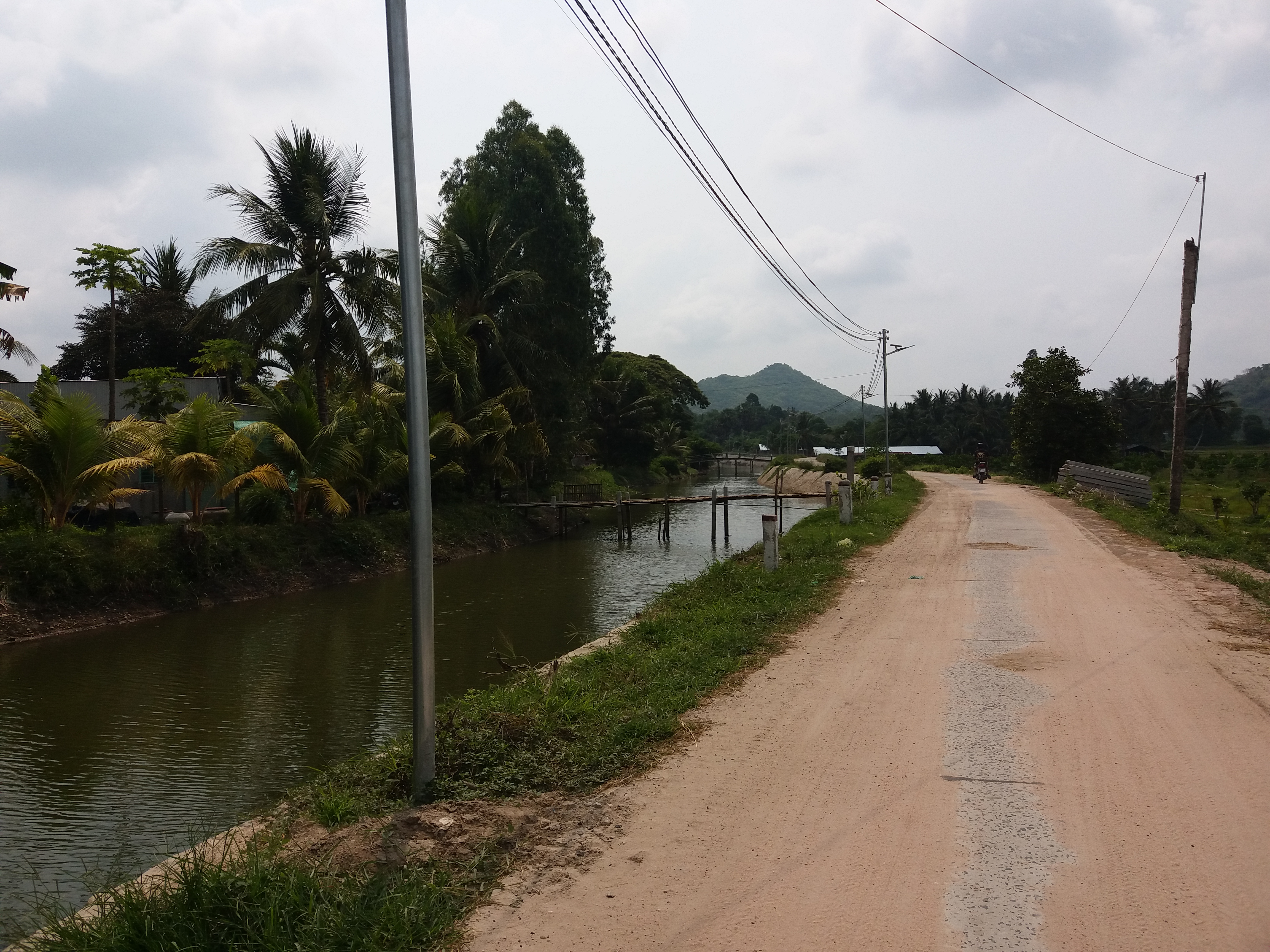
Con đường nông thôn phía nam Thị xã
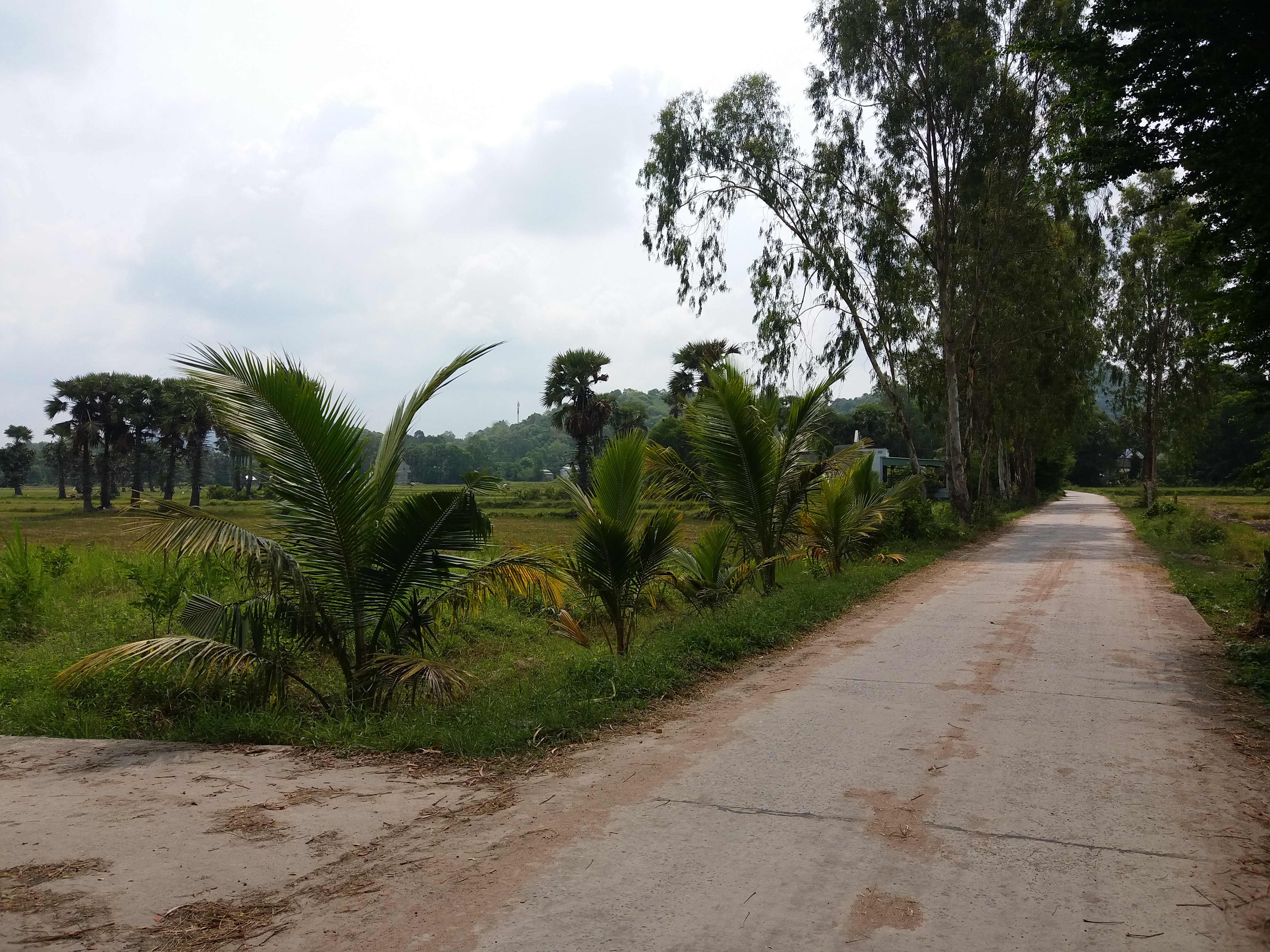
Con đường nông thôn phía nam Thị xã